# HIP 14810 b
HIP 14810 b는 양자리 방향으로 지구로부터 약 172광년 떨어져 있는 외계 행성이다. 질량은 목성의 3.84배, 궤도 평균거리는 0.0692 천문단위이다. HIP 14810은 중원소가 풍부([Fe/H] = 0.23)한 G5형 주계열 항성으로 2005년 11월부터 켁 천문대의 피셔 연구진이 이 별을 꾸준히 연구 대상으로 삼아 왔다.

## 참고 문헌
- (영어) 라이트 연구진 (2007). “Four New Exoplanets and Hints of Additional Substellar Companions to Exoplanet Host Stars”. 《The Astrophysical Journal》 657 (1): 533–545. doi:10.1086/510553. 2015년 11월 6일에 원본 문서에서 보존된 문서. 2009년 6월 21일에 확인함.